# Moravice (odbočka)
Moravice (nebo též Odb Moravice) je odbočka, která se nachází v km 2,692 tratí Opava východ – Svobodné Heřmanice a Opava východ – Hradec nad Moravicí (tj. trať od stanice Opava východ se v odbočce dělí ve směru na Hradec nad Moravicí a Svobodné Heřmanice. Nachází se na katastrálním území Kylešovice na jižním okraji Opavy u silnice I/57 směrem na Hradec nad Moravicí.

## Historie
Odbočka vznikla v roce 1905 napojením nově vybudované trati do Hradce nad Moravicí na původní trať z Opavy do Horního Benešova. V roce 1935 byla zrušena dopravní služba ve stanicích Mladecko a Horní Benešov a výpravčí v odbočce Moravice se stal dirigujícím dispečerem pro celou trať mězi odbočkou a Horním Benešovem. Odbočka byla ovládána místně výpravčím až do roku 2007, tamní výpravčí dirigoval dle předpisu D3 tratě do Hradce nad Moravicí i Svobodných Heřmanic. Od června 2007 je odbočka Moravice dálkově ovládána ze stanice Opava východ, tato stanice se nově stala také dirigující pro řízení dopravy v úseku mezi odbočkou Moravice a dopravnami Hradec nad Moravicí a Svobodné Heřmanice.

## Popis odbočky

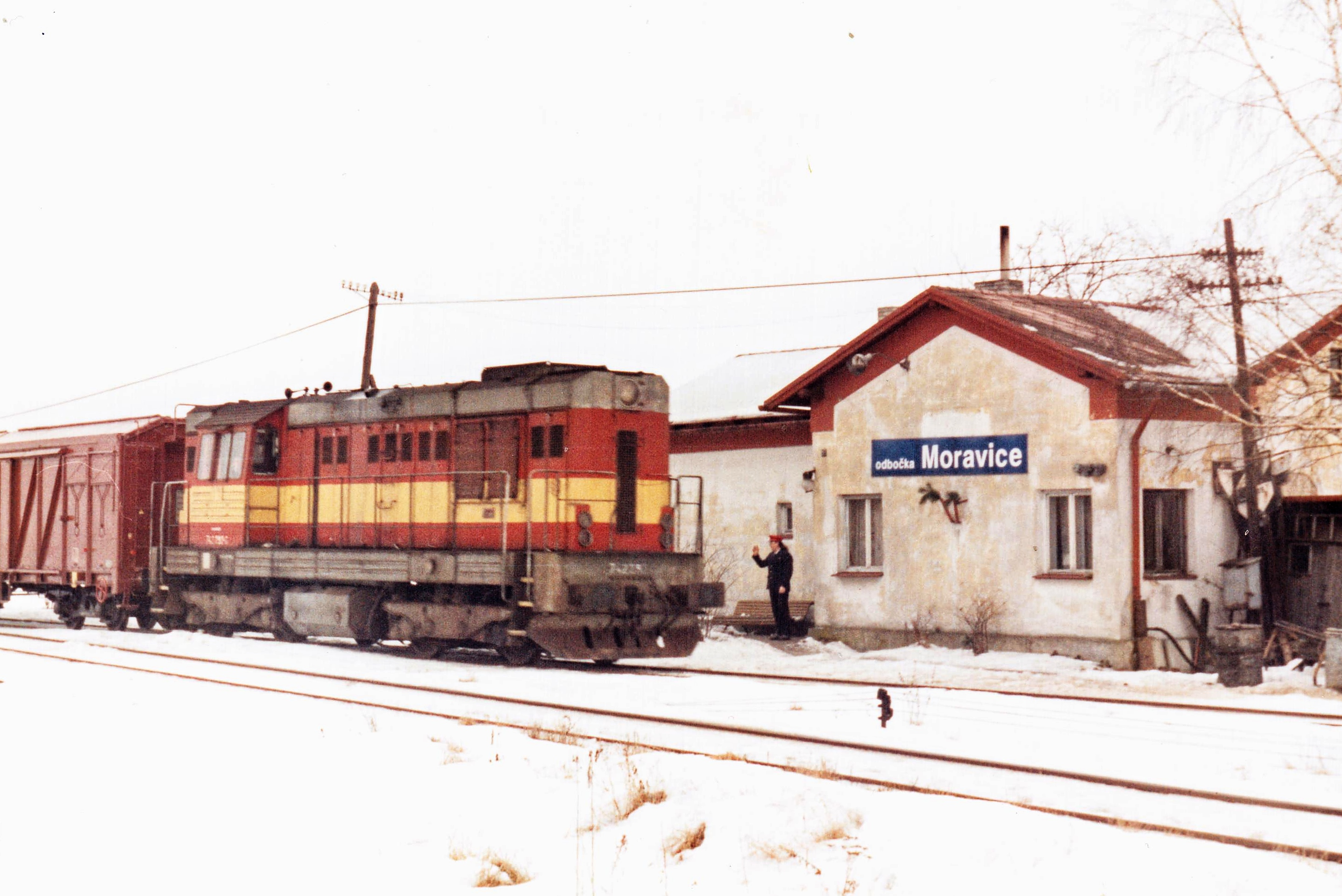
Manipulační vlak do Hradce nad Moravicí projíždí odbočkou Moravice

### Do roku 2007
Odbočka byla vybavena mechanickým zabezpečovacím zařízením a obsazena byla výpravčím, který ručně přestavoval jedinou výhybku (označenou č. 1) v odbočce. Odbočka je kryta třemi vjezdovými mechanickými návěstidly: L od Opavy, SM od Dolních Životic a SH od Hradce nad Moravicí. Jízda vlaků v úseku Opava východ – Odb Moravice byla zabezpečena telefonickým dorozumíváním.
Do sousedních dopraven Hradec nad Moravicí a Dolní Životice se jezdilo dle předpisu D3.

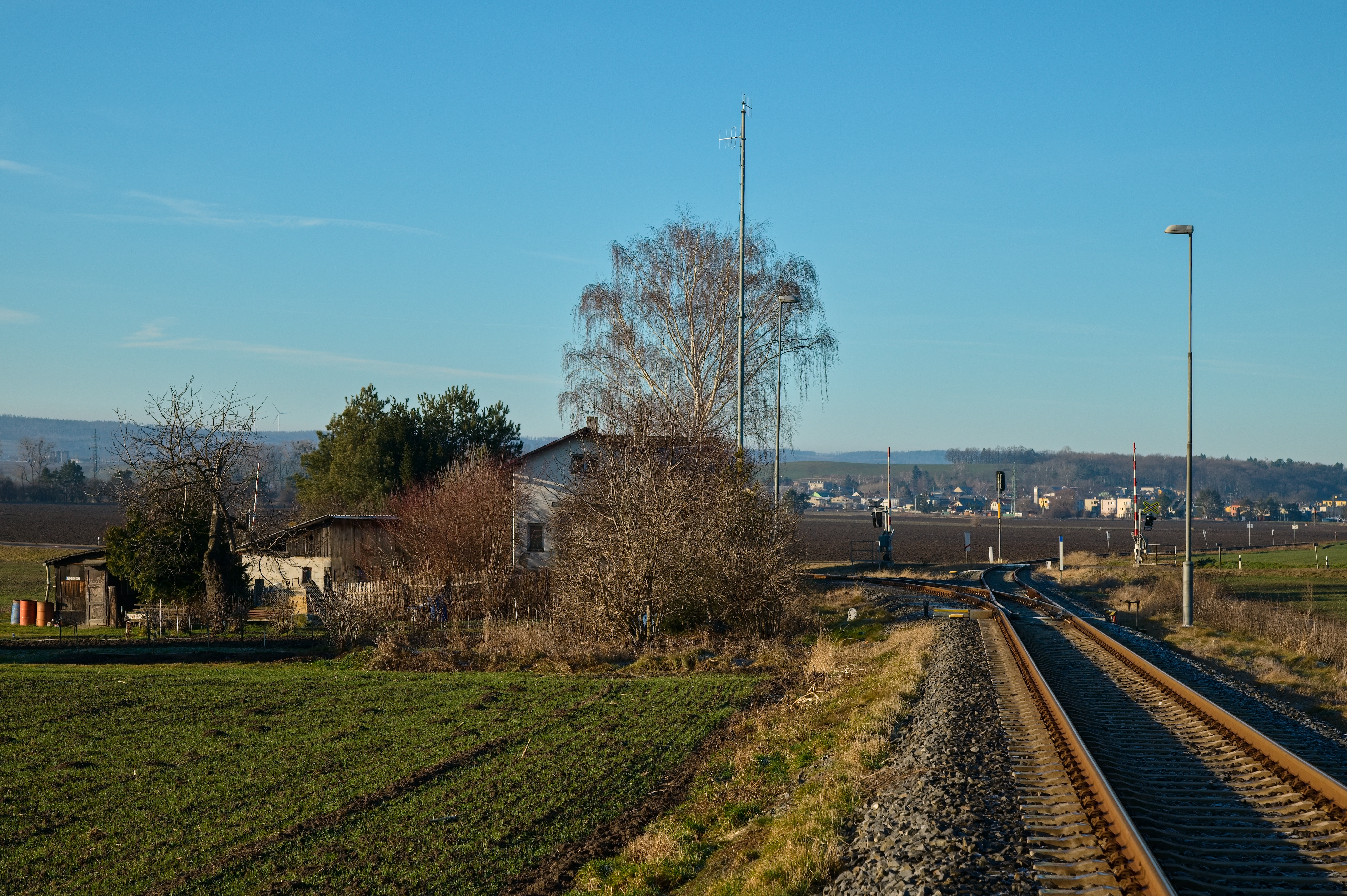
Pohled na odbočku ve směru od Opavy v roce 2025

### Od roku 2007
Odbočka je zapojena do elektronického stavědla ESA 11 stanice Opava východ, odkud je odbočka dálkově ovládána. V odbočce je jedna výhybka (č. 301), která je vybavena elektromotorickým přestavníkem a ohřevem v zimním období. Jízda vlaků mezi stanicí Opava východ a odbočkou Moravice je zabezpečena traťovým zabezpečovacím zařízením integrovaným ve stavědle ESA 11, kontrolu volnosti traťové zajišťují počítače náprav. Odbočka je kryta třemi vjezdovými návěstidly: VL od Opavy východ, HS od Hradce nad Moravicí a MS od Mladecka. Přímo v obvodu odbočky se nacházejí tři přejezdy: P7808 v km 2,560 přes místní komunikaci, P7810 v km 2,848 směrem na Hradec přes silnici I/57 a P7818 v km 2,810 směrem na Mladecko rovněž přes silnici I/57. Všechny tři přejezdy jsou vybaveny světelným zabezpečovacím zařízením se závorami.